# Butterfly (Crazy-Town-Lied)
Butterfly (englisch für ‚Schmetterling‘) ist ein Lied der US-amerikanischen Crossover-Band Crazy Town. Der Song ist die dritte Singleauskopplung ihres Debütalbums The Gift of Game und wurde am 13. November 2000 veröffentlicht. Er wurde ein weltweiter Hit und erreichte in diversen Ländern die Spitze der Charts.

## Inhalt
| Liedteil   | Künstler                       |
| 1. Strophe | Shifty Shellshock              |
| Refrain    | Shifty Shellshock & Epic Mazur |
| 2. Strophe | Shifty Shellshock              |
| 3. Strophe | Epic Mazur                     |

Der Text des Liedes ist an eine Frau gerichtet, die aufgrund ihrer Schönheit mit einem Schmetterling verglichen wird. So rappt Shifty Shellshock, dass er verloren war, bevor er diese Frau traf und sie ihn immer wieder aufbaue. Er schwärmt von ihrem Sexappeal und fragt sich, ob das alles wahr sei. Manchmal denke er, dass er sie nicht verdient habe und weiß dank ihr das Leben zu schätzen. Epic Mazur rappt, dass er Happy Ends nur aus Büchern kannte, bevor er diese Frau traf. Sie habe ihm quasi das Leben gerettet und er könne sich nichts Schöneres vorstellen als mit ihr zusammen zu sein. Im Kontrast dazu vergleicht er ihre Beziehung allerdings mit der von Sid Vicious und Nancy Spungen, die beide nach zahlreichen Konflikten innerhalb kurzer Zeit starben.
| “Come my lady, come-come my lady You’re my butterfly, sugar baby Come my lady, you’re my pretty baby I’ll make your legs shake, you make me go crazy” – Refrain, Originalauszug | „Komm, meine Dame, komm komm, meine Dame Du bist mein Schmetterling, Zuckerbaby Komm, meine Dame, du bist mein hübsches Baby Ich werde deine Beine zittern lassen, du machst mich verrückt“ – Refrain, Übersetzung |

## Produktion
Butterfly wurde von dem US-amerikanischen Musikproduzenten Josh Abraham in Zusammenarbeit mit Crazy-Town-Mitglied Bret Mazur produziert. Dabei verwendeten sie ein Sample des Songs Pretty Little Ditty der Rockband Red Hot Chili Peppers aus dem Jahr 1989.

## Musikvideo
Das Musikvideo zu Butterfly wurde von dem Regisseur Honey gedreht.
Es zeigt die Band, die das Lied in einer Fantasiewelt, umgeben von Bäumen, Blumen und Schmetterlingen spielt. Die beiden Frontmänner Shifty Shellshock und Epic Mazur rappen den Text in die Kamera und umschwärmen zwei Frauen, denen am Ende des Videos Schmetterlingsflügel wachsen.

## Single

### Covergestaltung
Das Singlecover zeigt einen schwarzen Schmetterling vor rotem Hintergrund. Im Vordergrund befindet sich der Schriftzug Crazy Town in Schwarz und am unteren Bildrand steht der Titel Butterfly in Weiß. Über dem Schmetterling befindet sich zudem ein schwarzer Stern.

### Titelliste
1. Butterfly (Album Version) – 3:36
2. Butterfly (Extreme Mix) – 3:34
3. Butterfly (Epic Remix) – 3:50
4. Toxic (Explicit Album Version) – 2:48

### Chartplatzierungen
Butterfly stieg am 19. März 2001 auf Platz 6 in die deutschen Charts ein und erreichte zwei Wochen später die Spitzenposition, auf der es sich sechs Wochen lang hielt. Insgesamt konnte sich der Song 19 Wochen in den Top 100 halten, davon 13 Wochen in den Top 10. In den deutschen Jahrescharts 2001 belegte die Single Rang 5. Ebenfalls die Chartspitze erreichte Butterfly u. a. in den Vereinigten Staaten, Österreich, der Schweiz, Norwegen und Dänemark.
| ChartsChartplatzierungen       | Höchstplatzierung | Wochen |
| ------------------------------ | ----------------- | ------ |
| Deutschland (GfK)              | 1 (19 Wo.)        | 19     |
| Österreich (Ö3)                | 1 (16 Wo.)        | 16     |
| Schweiz (IFPI)                 | 1 (28 Wo.)        | 28     |
| Vereinigte Staaten (Billboard) | 1 (23 Wo.)        | 23     |
| Vereinigtes Königreich (OCC)   | 3 (13 Wo.)        | 13     |

| ChartsJahrescharts (2001)      | Platzierung |
| ------------------------------ | ----------- |
| Deutschland (GfK)              | 5           |
| Österreich (Ö3)                | 10          |
| Schweiz (IFPI)                 | 7           |
| Vereinigte Staaten (Billboard) | 29          |
| Vereinigtes Königreich (OCC)   | 38          |

### Auszeichnungen für Musikverkäufe
Butterfly wurde noch im Jahr 2001 für mehr als 500.000 Verkäufe in Deutschland mit einer Platin-Schallplatte ausgezeichnet. 2024 folgte die Aufstufung auf Dreifach-Gold für über 900.000 verkaufte Einheiten. Im Vereinigten Königreich erhielt der Song Platin, während er in der Schweiz und Österreich jeweils eine Goldene Schallplatte bekam.
| Land/Region                  | Auszeichnungen für Musikverkäufe (Land/Region, Auszeichnung, Verkäufe) | Verkäufe  |
| ---------------------------- | ---------------------------------------------------------------------- | --------- |
| Australien (ARIA)            | 2× Platin                                                              | 140.000   |
| Belgien (BRMA)               | Gold                                                                   | 25.000    |
| Dänemark (IFPI)              | Platin (Physisch) · + Gold (Digital)                                   | 65.000    |
| Deutschland (BVMI)           | 3× Gold                                                                | 900.000   |
| Italien (FIMI)               | Gold                                                                   | 50.000    |
| Neuseeland (RMNZ)            | 2× Platin                                                              | 60.000    |
| Norwegen (IFPI)              | Platin (Physisch) · + Gold (Digital)                                   | 50.000    |
| Österreich (IFPI)            | Gold                                                                   | 25.000    |
| Schweden (IFPI)              | Platin                                                                 | 30.000    |
| Schweiz (IFPI)               | Gold                                                                   | 25.000    |
| Vereinigtes Königreich (BPI) | Platin                                                                 | 600.000   |
| Insgesamt                    | 7× Gold · 9× Platin ·                                                  | 1.970.000 |